# La Fleur du mal
La Fleur du mal is een Franse dramafilm uit 2003 onder regie van Claude Chabrol.

## Verhaal
Wanneer een vrouw uit Bordeaux zich in de politiek begeeft, begint de burgerlijke façade van haar gezinnetje af te brokkelen. Vlak voor de plaatselijke verkiezingen wordt er een lijk gevonden.

## Rolverdeling
- Nathalie Baye: Anne Charpin-Vasseur
- Bernard Le Coq: Gérard Vasseur
- Mélanie Doutey: Michèle Charpin-Vasseur
- Benoît Magimel: François Vasseur
- Suzanne Flon: Tante Line
- Thomas Chabrol: Matthieu Lartigue
- Henri Attal: Schoonvader van Fanny
- Kevin Ahyi: Eerste kind
- Jérôme Bertin: Vrijwilliger
- Françoise Bertin: Thérèse
- Caroline Baehr: Fanny
- Didier Bénureau: Brissot
- Yvon Crenn: Yves Pouët
- Jean-Marc Druet: Laboratoriumassistent
- Michel Herbault: Burgemeester
- Valérie Rojan: Secretaresse van Gérard